# Ugglarp
För Ugglarp utanför Trelleborg, se Ugglarp, Trelleborgs kommun.
Ugglarp är en ort i Eftra distrikt (Eftra socken) i Falkenbergs kommun. Orten var före 2015 klassad som en småort och räknas från 2015 som en del av tätorten Långasand och Ugglarp. Orten ligger vid kusten söder om Falkenberg och är en så kallad sommarort, då de flesta husen är sommarstugor.
Precis invid Kustvägen i Ugglarp ligger Svedinos Bil- och Flygmuseum.